# Huellas de Barro
Huellas de Barro es un grupo de Hip-Hop de Zaragoza formado por los hermanos El Aitor (MC) y Ciengrados (DJ). 

## Biografía
Huellas de Barro está compuesto por "El Aitor"(MC/Productor) y "Cien Grados" (Dj/Productor), se formó como consecuencia de los sentimientos e ideas que sus miembros querían expresar y el hip-hop suponía la mejor forma de expresarlo. Un camino que tardó más de 10 años en fraguarse en grupo profesional, no fue hasta el 2003 cuando sacaron su primer trabajo "Huellas de Barro", un maxi que solo se publicó en vinilo y que estuvo producido por "Grossomodo" (2 temas) y "Hazhe" (1 tema). 
Han aparecido en diferentes proyectos, desde recopilatorios underground (Cuando la Calle Suena , Técnica de Cloacas, HipHop Unite, Cuando el Ebro suena, Zaragoza Dirty Samples), pasando por múltiples maquetas y colaborando en recopilatorios profesionales (Zaragoza Realidad). Contando con múltiples colaboraciones con otros artistas profesionales como Hazhe L.Ur, Bako, Dani Ro, Rapsusklei o Grossomodo, también han compartido cartel con artistas consagrasados como Violadores del Verso, Wu Tang Clan, EPMD, Das Efx o Kool G Rap en multitud de festivales musicales de España. 
En junio de 2007 sale a la venta su primer LP "Revuelta" que fue recibido con cariño y que es uno de los mejores discos del país, en él podemos encontrar potencia, letras con cultura, muchos juegos de palabras y un apartado instrumental sobresaliente: los mismos Aitor y Ciengrados además de Grossomodo y Logilo.
Desde entonces su ritmo de conciertos a igual que antes no ha parado, ni tampoco su poductividad ya que además de colaborar en numerosos proyectos en la actualidad están preparando un nuevo trabajo.

## Discografía
- Huellas de Barro (Maxi en Vinilo) (Bajo Tierra/ XXL, 2003)
- Revuelta (Bajo Tierra/ XXL, 2007)
- Shit Down Vol. 1 (H.D.Bombs 2011)

## Colaboraciones
- Recopilatorio "Cuando la calle suena" (2003)
- Recopilatorio "Zaragoza realidad" (Alter Ego Records/ Lam Records, 2003)
- Dani Ro "El repartidor de Hi Fi" (Lam Records, 2004)
- Hazhe "Creador series vol.2: Metamorfosis" (Discos Creador, 2004)
- Bako "Gasta suela" (2005)
- Grossomodo "Manifiesto" (Discos Creador, 2005)
- Leyenda Urbana "N-Vidia" (2005)
- Eneko & Gareta "Nos cagamos en tus muertos" (2006)
- Chicharrica "Nada que perder" (2007)
- Recopilatorio "Cuando el Ebro suena...disidencia lleva" (2008)
- El puto De presenta "Untitled" (2008)
- Cosa Nostra presenta "Zaragoza Dirty Samples" (2009)
- Kungflow "Pareidolia" (2009)
- La Jota Nostra "La Jota Nostra" (2009)
- Mallacán "Mar de suenios" (2009)
- Fetitxe 13 "Antes de morir Remix" (2011)